# Fischlham
Fischlham – gmina w Austrii, w kraju związkowym Górna Austria, w powiecie Wels-Land. Liczy 1323 mieszkańców (1 stycznia 2015).